# Laurel Halo
Laurel Halo (3 de junio de 1986) es una artista de música electrónica de origen estadounidense. Nació en Ann Arbor, Míchigan y vive actualmente en Nueva York.

## Biografía
Laurel recibió preparación musical clásica y a los seis años de edad aprendió a tocar el piano. Formó parte de varias orquestas y grupos musicales.
Dijo que eligió el nombre Laurel Halo como nombre artístico por el videojuego Halo, y porque le parecía divertido llevar un seudónimo.
En junio de 2012, Laurel lanzó su álbum debut Quarantine con la discográfica londinense Hyperdub. El álbum recibió un enorme elogio, y fue nombrado como el "Álbum Número Uno del Año", por la revista The Wire.
La música de Laurel está centrada mayormente en bajos, ritmos híbridos y golpes psicodélicos.
Su segundo álbum, Chance of Rain, fue lanzando en octubre de 2013.

## Discografía

### Álbumes
- Quarantine (Hyperdub, 2012)
- Chance of Rain (Hyperdub, 2013)

### EP
- King Felix EP (Hippos in Tanks, 2010)
- Hour Logic EP (Hippos In Tanks, 2011)
- Antenna EP (NNA Tapes, 2011)
- Behind the Green Door EP (Hyperdub, 2013)

### Sencillos
- Future Fruit (Endless Echo, 2009)
- Sunlight on the Faded (Hyperdub, 2012)

### Remixes
- John Cale - Living With You (Laurel Halo Remix) (2013)
- Grimes - Hearbeats (Lauren Halo Remix) (2011)

### Colaboraciones
- FRKWYS Vol. 7: Borden, Ferraro, Godin, Halo and Lopatin (RVNG Intl., 2011)
- Games - Strawberry Skies (ft. Laurel Halo) (Hippos in Tanks, 2010)